# Front démocrate
Le Front démocrate, écologiste et social, ou tout simplement Front démocrate (FD), était un parti politique français de centre gauche créé par Jean-Luc Bennahmias le 16 juin 2014. 
Une réunion publique de lancement se tient le 27 septembre à Paris, regroupant des dissidents du MoDem  et de La Gauche moderne (Gauche moderne et républicaine) souhaitant s'inscrire dans la Majorité présidentielle de François Hollande. 
En octobre 2015, le Front démocrate intègre l'Union des démocrates et des écologistes, qui regroupe également d'anciennes personnalités d'EÉLV. Le parti fusionne avec l'UDE en décembre 2017.

## Positionnement politique
D'après les premières déclarations de Jean-Luc Bennahmias, le Front démocrate, écologiste et social souhaite « développer un front républicain offensif — inspiré par le Conseil national de la Résistance », ainsi qu’œuvrer à la création « d'un Parti démocrate comme aux États-Unis ».
Pour Louis Nadau, journaliste à Libération, « [Jean-Luc Bennahmias] n’[a] jamais caché sa proximité et son soutien quasi inconditionnel à François Hollande. Depuis des mois, il œuvre ainsi à ramener « l’aile droite » des écologistes, dans le giron de la majorité gouvernementale. »
Le Front démocrate s'est transformé en think tank en décembre 2017, lors de l'assemblée générale du parti, restant membre de l'Union des démocrates et des écologistes.
Jean-Luc Bennahmias, président du Front démocrate et vice-président de l'UDE, qui a voté pour le renouvellement du bureau politique et du bureau national du Front démocrate, membre fondateur de l'UDE en mars 2019, annonce démissionner de sa fonction de vice-président de l'UDE le 13 septembre 2019, actant la ligne politique majoritaire de soutien à la majorité présidentielle défendue par Christophe Madrolle. Il demeure président du Front démocrate, devenu un think tank. 

## Élus
Christophe Madrolle, ancien vice-président de Marseille Provence Métropole, et conseiller de secteur à Marseille (4e et 5e arrondissements), est membre de ce parti.
Le 8 juin 2015, le député François-Michel Lambert adhère à ce parti, malgré l'interdiction de la double appartenance par Europe Écologie Les Verts, auquel il appartient. Le parti annonce également la participation d'Emmanuelle Bouchaud, vice-présidente de la région Pays de la Loire, de Yves Paccalet (conseiller régional de Rhône-Alpes), d'Anne Camus (conseillère régionale de Bretagne) et de Jean Daniel, vice-président de la région Limousin.
Lors des élections départementales de 2015, Dominique Lemoine est élu conseiller départemental du canton de Tours-2.
Lors des élections régionales de 2015, le Front démocrate obtient cinq conseillers régionaux, élus sur des listes d'union de la gauche (Pierre Commandeur et Joël Crotté en région Centre-Val de Loire, Anne-Sophie Condemine-Vuillot en Auvergne-Rhône-Alpes, Jacqueline Ferrari en Bourgogne-Franche-Comté et Emmanuelle Bouchaud en Pays de la Loire).
Dans le cadre de la primaire citoyenne organisée par la Belle Alliance populaire, Jean-Luc Bennahamias est candidat. Il recueille 1,03 % des voix à l'issue du premier tour, et apporte son soutien à Manuel Valls pour le second tour.